# Bleddyn ap Cynfyn
Bleddyn ap Cynfyn (... – 1075) è stato sovrano del Regno di Gwynedd e del Regno di Powys dal 1063 al 1075 (anno della sua morte).
Era figlio di Cynfyn ap Gwerstan (della casata reale del Powys) e di Angharad, figlia di Maredudd ab Owain.

Quando Gruffydd ap Llywelyn fu ucciso da un suo uomo (dopo essere stato sconfitto da Harold Godwinson nel 1063), il suo regno fu diviso tra diversi principi. Sottomessisi ad Harold, Bleddyn e il fratello Rhiwallon ottennero da lui il Gwynedd e il Powys.

Nel 1067 i due fratelli si unirono al merciano Eadric il Selvaggio in un attacco contro i Normanni a Hereford e poi, nel 1068, con l'Earl Edwin e l'Earl di Northumbria, Morcar, in un altro attacco, sempre contro i Normanni. Bleddyn fu aggredito dai due figli di Gruffydd ap Llywelyn, ma li sconfisse nella battaglia di Mechain (1070): uno dei due morì in battaglia, l'altro per le ferite.

Anche il fratello di Bleddyn, Rhiwallon, trovò la morte in questo scontro. Così Bleddyn regnò da solo su Gwynedd e Powys fino a quando fu ucciso nel 1075 da Rhys ab Owain del Deheubarth. Quest'ultimo fu poi sconfitto in battaglia nel 1078 e costretto a darsi alla fuga dal cugino e successore di Bleddyn, Trahaearn ap Caradog. Poco dopo fu ucciso da Caradog ap Gruffydd del Gwent.
Nelle Brut y Tywysogion Bleddyn è definito un sovrano benevolo. Dopo la sua morte, il Gwynedd cadde nelle mani di Trahaearn ap Caradog e solo in seguito tornò ai discendenti di Rhodri il Grande. Nel Powys, però, Bleddyn fondò una dinastia che sopravvisse fino alla fine del XIII secolo.
| Controllo di autorità | VIAF (EN) 117148874597949621813 · ISNI (EN) 0000 0004 9810 5272 · LCCN (EN) no2017023896 · GND (DE) 1121819346 |